# Terry Kingston
Terrence John Kingston (Cork, 19 de septiembre de 1963) es un empresario y exrugbista irlandés que se desempeñaba como hooker. Fue internacional con el Trébol de 1987 a 1996 y fue su capitán.

## Carrera
Jugó cuando el rugby era un deporte aficionado y debutó en la primera del Dolphin RFC en 1982.
Fue seleccionado a Munster Rugby en 1984 y se retiró en 1996, siendo campeón del Interprovincial Championship de 1987-88, 1993-94 y 1994-95. Capitaneó a la provincia en la histórica victoria ante los Wallabies en 1992 y en su última temporada fue profesional, disputando la Copa Heineken 1995–96.
En 2008 la selección de Portugal lo contrató como su entrenador de scrum.

## Selección nacional
Representó a la selección juvenil y a los Ireland Wolfhounds, la selección de segundo nivel.
Para el mundial 1987 Mick Doyle convocó al Trébol por vez primera a tres hookers sin experiencia, incluido Kingston, pero se infartó en la cena inaugural y fue reemplazado por Syd Millar. La destacada leyenda lo eligió entre los tres y debutó frente a los Dragones rojos.
Su carrera sucedió en una época donde Irlanda no ganó el Torneo de las Seis Naciones ni tuvo históricos resultados. En total jugó 30 pruebas, marcó dos tries y se retiró en el Torneo de las Cinco Naciones 1996.

### Participaciones en Copas del Mundo
En Nueva Zelanda 1987 Millar lo hizo titular, formó con Des Fitzgerald y  Philip Orr, y debutó contra Gales.
Ciaran Fitzgerald lo seleccionó a Inglaterra 1991 como suplente de Stephen Smith y por eso solo jugó ante Japón.
| Mundial                       | Sede          | Resultado        | PJ | Tries |
| ----------------------------- | ------------- | ---------------- | -- | ----- |
| Copa Mundial de Rugby de 1987 | Nueva Zelanda | Cuartos de final | 4  | 0     |
| Copa Mundial de Rugby de 1991 | Inglaterra    | Cuartos de final | 1  | 0     |
| Copa Mundial de Rugby de 1995 | Sudáfrica     | Cuartos de final | 4  | 0     |

Gerry Murphy lo llevó a Sudáfrica 1995 como el capitán y jugó todas las pruebas. Tuvo como suplente al joven Keith Wood y marcó a la leyenda neozelandesa Sean Fitzpatrick.